# 奉节长江大桥
奉节长江大桥又名奉节夔门长江大桥，位于重庆市奉节县，是一座双塔双索斜拉桥，其主跨460米，目前在同类桥中居世界第4位；桥梁主塔高211.6米，居中国大陆同类型桥梁前列。